# Numan Acar

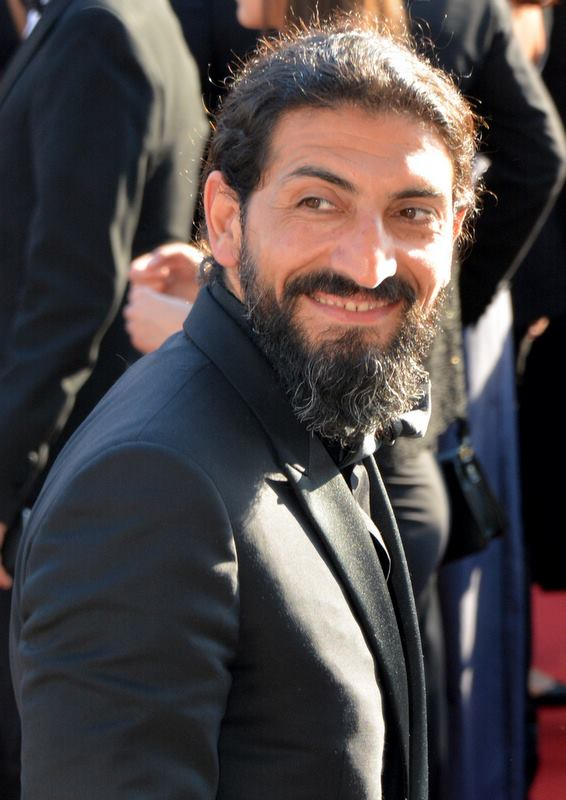
Numan Acar bei der Premiere des Films Aus dem Nichts bei den Filmfestspielen von Cannes 2017

Numan Acar (* 7. Oktober 1974 in Kozoglu, Bezirk Kelkit, Türkei) ist ein deutscher Schauspieler und Filmproduzent. Er lebte einen Großteil seiner Kindheit im Wiesbadener Westend. Acar ist als Produzent spezialisiert auf deutsch-türkische Produktionen. Als Schauspieler hat er in diversen türkischen, deutschen und US-amerikanischen Produktionen mitgespielt. Numan Acar ist Gründer der Filmproduktion Acar Entertainment, 2007 arbeitete er als Produzent an der türkischen Serie Menekse ve Halil, die in Berlin gedreht wurde.

## Leben

### Jugend und Ausbildung
Numan Acar wurde im Dorf Kozoglu im Bezirk Kelkit in der nordöstlichen Türkei geboren. Bis zu seinem achten Lebensjahr lebte er in Erzincan. 1982 emigrierte er nach Deutschland. Er ist ein leidenschaftlicher Fußballspieler und spielte bei den Wiesbadener Vereinen FC Nord, SKG Karadeniz und SuS Krefeld. Numan Acar absolvierte eine Maurerlehre und holte sein Fachabitur nach. Dann studierte er in Wiesbaden Bauingenieurwesen. Während des Studiums, das er 2001 erfolgreich abschloss, begann Numan mit dem Theaterspielen. Seine Bühnenpremiere hatte er mit einer Theateradaption von John Steinbecks „Von Mäusen und Menschen“. Danach zog es ihn in die Filmbranche; er begann 2002 an professionellen Schauspielworkshops teilzunehmen.

### Karriere in Deutschland und der Türkei
2004 schaffte er mit dem Kinofilm Kebab Connection seinen Einstieg ins Filmgeschäft. Es folgten Anfragen aus der Türkei. Nach dem Film Hacivat ve Karagöz neden öldürüldü (2005) folgte Cenneti Beklerken von dem renommierten türkischen Arthouse-Filmemacher Derviş Zaim. Diverse Angebote für Kino- und Fernseh-Hauptrollen folgten auch in Deutschland.
Acar lebte von 2004 bis 2009 in Istanbul und in Berlin.
2007 gründete er die Filmproduktionsfirma Acar Entertainment in Wiesbaden und Berlin. Mit diesem Unternehmen produzierte er den Spielfilm Vergrabene Stimmen. Numan Acar war Autor des Drehbuchs, Regisseur und Hauptdarsteller dieses Films, der auf dem Filmfestival Max Ophüls Preis 2014 Premiere hatte.
Beim 25. hessischen Filmpreis 2014 erhielt Acar den Drehbuchpreis für sein zweites Filmprojekt Weihnachten unterm Halbmond.

### Sprung nach Hollywood
In der vierten Staffel der US-amerikanischen Fernsehserie Homeland spielt Acar den fiktiven pakistanischen Terroristen Haqqani, dessen Verfolgung eines der Hauptthemen der Staffel ist. Das Schauspiel-Ensemble der Serie wurde für die amerikanischen SAG-Awards nominiert. Diese Rolle übernimmt er 2019 erneut in der finalen achten Staffel.
Nach Homeland konnte sich Acar erfolgreich in Hollywood festsetzen. Er erhielt Nebenrollen in Filmen wie Operation: 12 Strong und der US-chinesischen Koproduktion The Great Wall. Eine weitere Nebenrolle erhielt er in der MCU-Produktion Spider-Man: Far From Home als Shield-Agent.

## Filmografie
- 2003: KreuzGang
- 2003: Sammler
- 2004: Kebab Connection
- 2004: Max und Moritz Reloaded
- 2004: Fliegende Ratten
- 2005: 7 (Sieben)
- 2005: Lieben
- 2005: Hacivat ve Karagöz neden öldürüldü – Killing the Shadows
- 2006: Cenneti Beklerken – Waiting for Heaven
- 2006: Eve Giden Yol – Road Home.
- 2006: Last Look
- 2007: Mülteci – Refugee
- 2007: Lauf um Dein Leben – Vom Junkie zum Ironman
- 2007: Ein Augenblick Freiheit
- 2008: Der Bibelcode (Fernsehfilm)
- 2008: Dot (Punkt)
- 2008: Alarm für Cobra 11 – Die Autobahnpolizei (Fernsehserie, Episode 13x04)
- 2010: Das Haus Anubis
- 2010: Zeiten ändern dich
- 2011: Kokowääh
- 2011: Männer ticken, Frauen anders (Fernsehfilm)
- 2012: Blutadler (Fernsehfilm)
- 2013: The Berlin File
- 2014–2020: Homeland (Fernsehserie, 13 Episoden)
- 2014: Vergrabene Stimmen
- 2014: The Cut
- 2015: Crossing Lines (Fernsehserie, Episode 3x11)
- 2015: Point Break
- 2016: Ali and Nino
- 2016: The Promise
- 2016: The Great Wall
- 2017: Prison Break (Fernsehserie, 3 Episoden)
- 2017: Aus dem Nichts
- 2018: Operation: 12 Strong (12 Strong)
- 2018: Tom Clancy’s Jack Ryan (Fernsehserie, 3 Episoden)
- 2019: Aladdin
- 2019: Spider-Man: Far From Home
- 2023: Paradise

## Auszeichnungen
- 2014 Hessischer Filmpreis in der Sparte Drehbuch für Weihnachten unterm Halbmond